# 건부
건부(乾符, 874년 11월 ~ 879년)는 당나라(唐) 희종(僖宗) 이현(李儇)의 첫번째 연호이다. 5년 2개월 동안 사용하였다.

## 개원
- 함통(咸通) 15년 11월 5일[1](874년 12월 17일)에 연호를 건부(乾符)로 개원함.[2][3][4][5]

- 건부(乾符) 7년 1월 1일[6](880년 2월 14일)에 연호를 광명(廣明)으로 개원함.[2][3][7][5]

## 연대 대조표
| 건부       | 원년       | 2년        | 3년        | 4년        | 5년        | 6년        |
| 서기(西紀) | 874년      | 875년      | 876년      | 877년      | 878년      | 879년      |
| 간지(干支) | 갑오(甲午) | 을미(乙未) | 병신(丙申) | 정유(丁酉) | 무술(戊戌) | 기해(己亥) |

## 동시대 연호

### 중국
남조(南詔)
- 건극(建極) (860년 ~ 877년)
- 정명승지대동(貞明承智大同)? (878년 ~ 888년)?

제(齊, 황소의 난)
- 왕패(王霸) (878년 ~ 880년)

### 일본
- 조간(貞觀) (859년 ~ 877년)
- 간교(元慶) (877년 ~ 885년)

## 같이 보기
- 중국의 연호 목록